# جورج روجرز (سياسي كندي)
جورج روجرز هو سياسي كندي، ولد في 29 يناير 1856، وتوفي في 11 أغسطس 1901.